# Delta Centauri
Désignations
Delta Centauri (δ Cen / δ Centauri) est une étoile de la constellation du Centaure. Elle est parfois appelée par son nom traditionnel chinois Ma Wei (马尾), qui signifie « la queue du cheval ». D'après la mesure de sa parallaxe annuelle par le satellite Hipparcos, elle est située à environ ∼ 410 a.l. (∼ 126 pc) de la Terre.
Delta Centauri est une étoile bleu-blanc de la séquence principale de type spectral B2Vne. C'est une étoile Be ainsi qu'une étoile à enveloppe. Elle présente un spectre distinct qui s'explique par la présence de matériaux éjectés par un disque créé par sa rotation rapide. C'est également une variable de type Gamma Cassiopeiae dont la luminosité varie entre les magnitudes +2,51 et +2,65.
Une partie des variations observées chez Delta Centauri pourraient être expliquées par le fait qu'il s'agirait d'une étoile binaire. Sa composante secondaire proposée devrait être 4 à 7 fois plus massive que le Soleil et elle complèterait une orbite avec une période d'au moins 4,6 ans, à une séparation minimale de 6,9 ua. Le système possède par ailleurs le même mouvement propre que les étoiles proches HD 105382 et HD 105383, elles forment donc peut-être un petit amas ou un système d'étoiles triples. Delta Centauri est membre du groupe Bas-Centaure Croix du Sud de l'association Scorpion-Centaure, qui est l'association d'étoiles massives de types O et B la plus proche du Système solaire.